# Rogelio Pérez Olivares

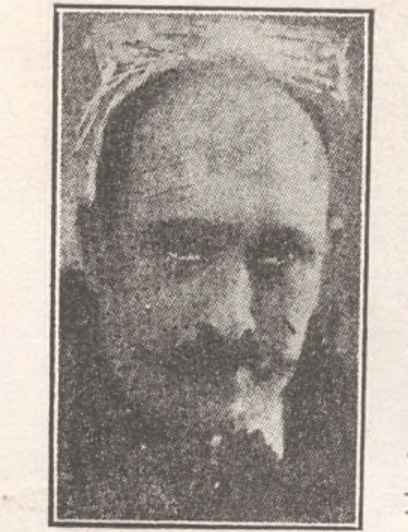
Retrato de Rogelio Pérez Olivares

Rogelio Pérez Olivares (Sevilla, 15 de septiembre de 1879-Madrid, 23 de marzo de 1963) fue un periodista y escritor español.

## Biografía
Toda su vida estuvo dedicada a la producción literaria. En una primera etapa sevillana, trabajó en varios periódicos locales y fue redactor-jefe del diario independiente La Iberia. Más tarde, se trasladó a Madrid, dónde continuó ejerciendo como periodista en España Nueva, El Arte del Teatro, La Esfera, Nuevo Mundo y Mundo Gráfico. Fue director de la revista Mundial. Al mismo tiempo, cultivó el teatro con títulos como El sino perro, La corte de Júpiter, El príncipe real, Los celosos o La bella dorada.
Sin duda, su título más significativo fue el dedicado a su ciudad natal, ¡Sevilla!: apuntes sentimentales para una guía literaria y emocional de la ciudad de la gracia (1929). Esta obra fue concebida por su autor como texto de cabecera para quienes persiguieran adentrarse en la Sevilla de la Exposición Iberoamericana de 1929. Nos encontramos, por tanto, con una guía de calidad literaria que realiza un recorrido sentimental por Sevilla con la clara intencionalidad de emocionar tanto a los sevillanos como a los visitantes foráneos, gracias al tono lírico y divulgativo de sus páginas. Además, se trata de una publicación que conjuga a la perfección el texto con la imagen, y buena prueba de ello son las numerosas ilustraciones de González Santos, Alfonso Grosso, Martínez de León, Pedraza Ostos, Pinelo, José Rico Cejudo y Romero de Torres que acompañan la obra.